# Jáchym Voračický z Paběnic
Jáchym Voračický z Paběnic (německy Joachim Woracziczky von Babienitz, † 1784) byl český šlechtic z rodu Voračických z Paběnic.
 

## Život
Narodil se jako syn Václava z Paběnic a jeho manželky Anny Žďárské ze Žďáru. Měl bratry Bedřicha, Jana Karla a Kryštofa.
Vstoupil do císařské armády, kde dosáhl hodnosti podplukovníka. 
Od Jana z Bissingenu jako dědictví obdržel panství Smilkov, avšak s omezením, že jeho vdova, Františka z Bissingenu, rozená z Astfeldu, a po její smrti dále paní Anna Bubnová z Varlichu, dostane panství k doživotnímu užívání.
Jáchym, který zemřel roku 1784 bez potomků, odkázal svůj majetek Jáchymu Jindřichovi, synovi svého synovce Antonína Josefa Voračického z Paběnic.